# UNIVAC 1108

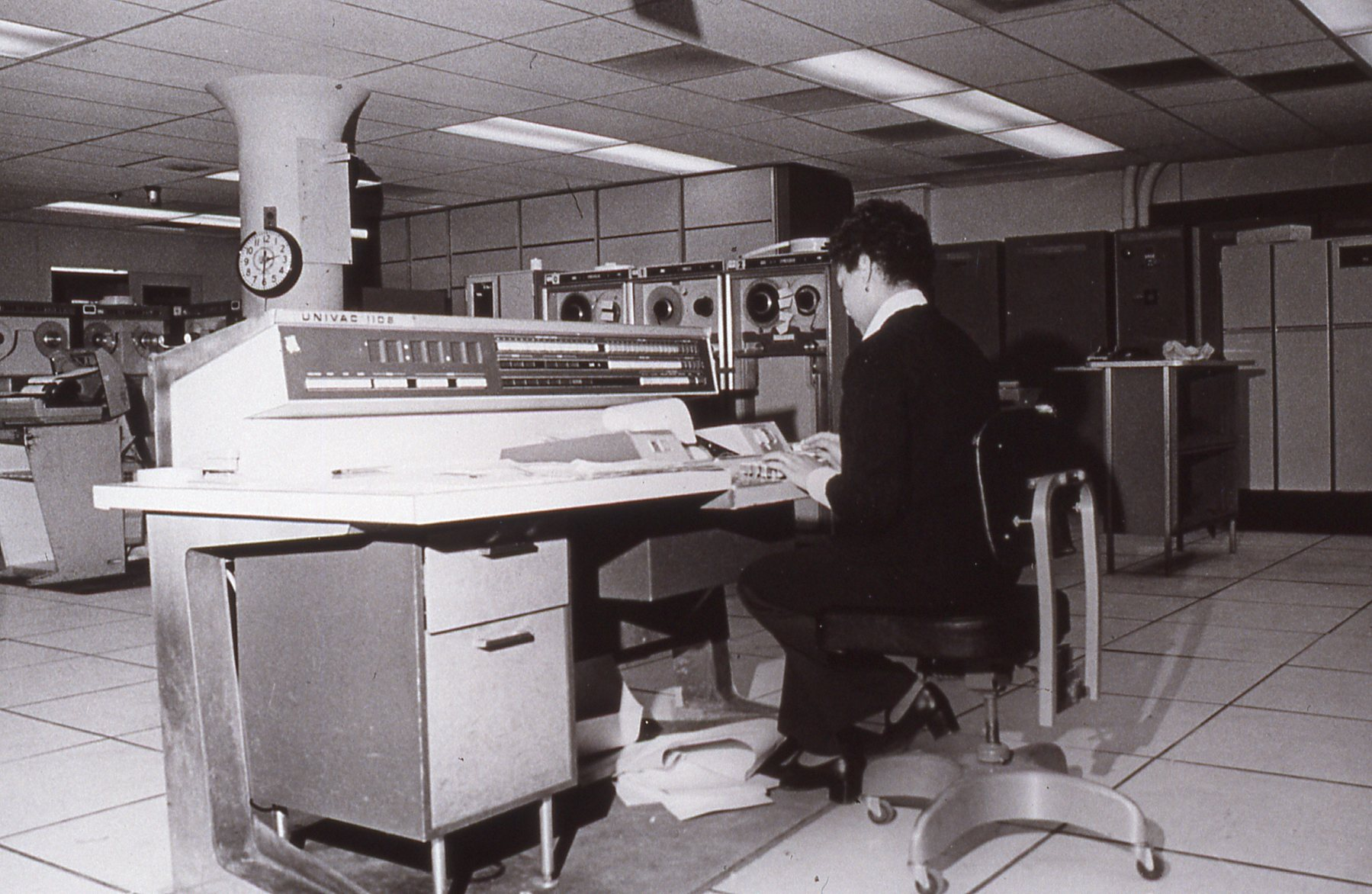
Eine Univac 1108, die während der Volkszählung in den USA 1970 zur Auszählung benutzt wurde

Die UNIVAC 1108 war die zweite Produktlinie in der Serie der UNIVAC 1100/2200, die 1964 vorgestellt wurde. Im Gegensatz zur UNIVAC 1107 wurde bei der UNIVAC 1108 der magnetische Speicher für die Prozessorregister auf Basis des Thin Film Memory durch integrierte Schaltkreise ersetzt. Zudem wurden kleinere und schnellere Kernspeicher für den Hauptspeicher eingesetzt.
Zusätzlich wurden zwei weitere Architekturänderungen eingeführt:
- Zwei 18-Bit-Basisregister wurden eingeführt, eines für Instruktionen, eines für die Datenhaltung. Als Spezialität erlaubten die Register eine dynamische Reallozierung der Speicheradressen. Wurde ein Programm in einen Speicherbereich ein- und ausgelesen, konnten die Instruktionen und Daten in diesem Speicherbereich neu platziert werden.
- Zusätzliche Hardwarebefehle für double-Arithmetik sowie Lade-, Speicher- und Vergleichsoperationen für double words.

Als die erste UNIVAC 1108 im Jahre 1965 ausgeliefert wurde, wurde gleichzeitig die UNIVAC 1108 II, auch unter dem Namen UNIVAC 1108A bekannt, vertrieben. Im Unterschied zur UNIVAC 1108 war die UNIVAC 1108A ein Mehrprozessorsystem.
Obwohl 1964 eine interne Studie prophezeite, dass nur ungefähr 43 Stück verkauft werden könnten, wurden im Ganzen 296 Maschinen produziert.
Als die Sperry Corporation den Hauptspeicher als Halbleiterspeicher auslieferte, wurde die gleiche Maschine unter dem Namen UNIVAC 1100/20 verkauft.

## Technische Daten
- Bis zu drei Hauptprozessoren (CPU) mit 125 ns Zykluszeit, entsprechend 8 MHz
- Vier Speicherbänke zu je 64 Ki Worte, jedes Wort mit 36 Bits
- Zwei unabhängige Ein-/Ausgabe Controller (IOC)
- Rechenleistung ca. 1,5 MIPS (zum Vergleich: PC-x86-Prozessoren nach 2010 erreichen bereits > 100.000 MIPS)

Damit konnte die UNIVAC 1108 drei Programme in den Prozessoren und zwei I/O-Programme in den Ein-/Ausgabecontrollern gleichzeitig ausführen.